# Pekin, Illinois
Pekin är en stad (city) i Peoria County, och  Tazewell County, i delstaten Illinois, USA. Enligt United States Census Bureau har staden en folkmängd på 34 160 invånare (2011) och en landarea på 37,7 km². Pekin är huvudort i Tazewell County.